# Козацьке коло

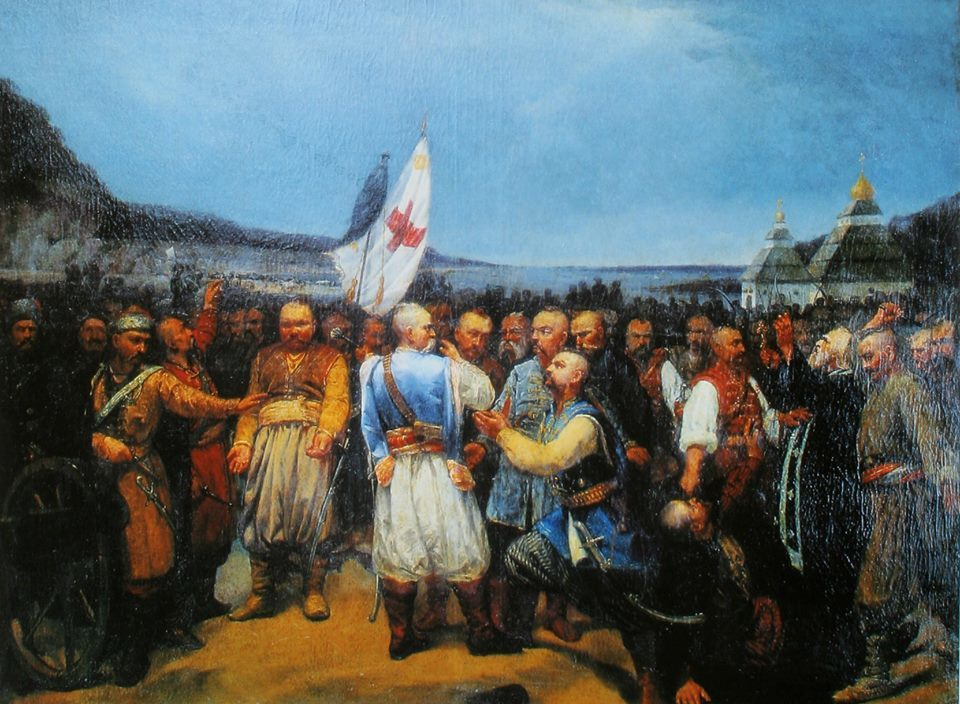
Картина «Остання рада на Січі». Художник Віктор Ковальов, середина XIX століття

Коза́цьке ко́ло — термін під яким розуміється кілька понять, пов'язаних з козацтвом XVI—XVIII століть. Передовсім «козацьким колом» називалась загальна військова рада козаків, вищий орган козацького самоврядування. Цією радою вирішувалися найважливіші питання: про війну і мир, про розподіл між куренями угідь, про переобрання січової старшини тощо.
Крім того термін «козацьке коло» описаний в історичних джерелах XVIII століття про Запорозьку Січ й визначав особливий порядок розташування козаків на площі під час військової ради. Перед початком ради під звуки литаврів військовий осавул виносив із церкви на площу військовий прапор. Після цього на площу виходила січова козацька старшина, яка, після поклонів, ставала в шеренгу в порядку старшинства за посадою: першим був кошовий отаман, а останнім — осавул. Навпроти них великим півколом розташовувалися курінні отамани, вони ставали так, що перший з них розміщувався на правому фланзі біля кошового отамана, а останній — на лівому фланзі поблизу осавула, утворюючи разом з кошовою старшиною широке замкнене коло. За кожним курінним отаманом ставали козаки одного куреня. Ті, які не могли вміститися на площі, сиділи на дахах будівель (куренів), на валах, на березі річки, до якої примикало січове укріплення тощо.

## У мистецтві
Згадка про козаче коло, як про порядок розташування козаків під час ради міститься в повісті Миколи Гоголя «Тарас Бульба» в сцені обрання старого Кирдяги кошовим отаманом:
...
Литаври загули — і швидко на січовий майдан, як джмелі, стали збиратися чорні купи запорожців. Усі стали в коло, і після третього гуку литавр показалася, нарешті, й старшина з клейнодами: кошовий із патерицею в руці — ознакою своєї гідності, суддя з військовою печаткою, писар з каламарем та осавула з пірначем. Кошовий і старшина познімали шапки й уклонилися на всі боки козакам, що гордо стояли, в боки узявшись.
— Що сталося, панове товариство? Чого бажаєте? — спитав кошовий.
...—  Тексти у Вікіджерелах:
повість Миколи Гоголя «Тарас Бульба» (переклад Миколи Садовського)